# Chiesa di Sant'Antonio Abate (Pian Camuno)
La chiesa di Sant'Antonio Abate è la parrocchiale di Pian Camuno, in provincia e diocesi di Brescia; fa parte della zona pastorale della Bassa Val Camonica.

## Storia
L'originaria cappella di Sant'Antonio esisteva già nel XVI secolo; nel Catalogo queriniano del 1532 si legge che allora le funzioni di parrocchiale erano espletate ancora dalla chiesa di Santa Giulia, che in precedenza era stata direttamente filiale della pieve di Rogno.
Tuttavia, nella seconda metà del Cinquecento la parrocchialità risultava essere stata traslata nella chiesa di Sant'Antonio, come testimoniato da un atto del 1567 di monsignor Pandolfo e in uno del 1567 del vescovo di Brescia Domenico Bollani.
In un documento del 1573 si riscontra che nella parrocchiale avevano sede la confraternita del Corpo di Cristo e il Consorzio della Misericordia, mentre poi nel 1578 la chiesa fu posta nella giurisdizione della pieve d'Artogne.
Nel 1671 la chiesa fu rifatta ed ingrandita; nel 1685 fu al centro di una diatriba tra il vescovo di Brescia e la badessa del monastero cittadino di Santa Giulia per la nomina del nuovo parroco che succedesse al defunto don Ludovico Andreoli, che era stato investito del beneficio da parte della badessa di Santa Giulia Angelica Baitelli.
Nel 1702 il vescovo Daniele Marco Dolfin, compiendo la sua visita, trovò che il reddito era di circa 1000 lire, che a servizio della cura d'anime v'erano il parroco, tre sacerdoti e un chierico e che la parrocchiale, in cui erano situati due altari e che altri tre erano in corso di ultimazione e avevano sede le scuole del Santissimo Sacramento e del Rosario, aveva come filiali le chiese di Santa Giulia e di Santa Maria Rotonda.
La chiesa fu nuovamente rifatta nel 1731, per poi venir restaurata tra il 1870 e il 1876, anno in cui fu consacrata; la facciata venne modificata nel 1897 e nei primi anni del XX secolo l'intera struttura fu ristrutturata e risistemata.
Nel 1983 il tetto e gli intonaci furono interessati da un intervento di rifacimento e il 14 aprile 1989, come stabilito dal Direttorio diocesano per le zone pastorali, la chiesa passò dalla vicaria di Pisogne alla neo-costituita zona pastorale della Bassa Val Camonica.

## Descrizione

### Facciata
La facciata della chiesa, a capanna e caratterizzata da due lesene laterali dotate di capitelli compositi, presenta il portale d'ingresso in pietra locale, tre nicchie ospitanti altrettante raffigurazioni sacre e, sopra di queste, una trifora; è coronata dal timpano triangolare aggettante, sopra il quale è collocata una croce di ferro.

### Interno
L'interno dell'edificio si compone di un'unica navata, le cui pareti sono abbellite da affreschi e da rilievi, sulla quale si affacciano le cappelle laterali e che è coperta dalla volta caratterizzata da unghioni.

Al termine dell'aula si sviluppa il presbiterio, ospitante le cantorie, su una delle quali è alloggiato l'organo, e chiuso dell'abside, in cui è posta la soasa dell'altare maggiore.
Opere di pregio qui conservate sono l'affresco con soggetto Cristo che scaccia i mercanti dal Tempio, risalente alla prima metà del XIX secolo, le due statue dei Santi Gregorio e Gerolamo, poste nel 1909, i tre riquadri in cui sono collocate rispettivamente le rappresentazioni di Sant'Antonio Abate con San Girolamo nel deserto e la colomba che porta il pane, sant'Antonio Abate che adora Cristo in cielo e sant'Antonio in gloria, gli affreschi dei Quattro Evangelisti, l raffigurazione della Beata Vergine Assunta, eseguita nel Settecento, la pala ritraente la Madonna col Bambino fra i Santi Carlo e Antonio di Padova, eseguita dagli artisti Panazza e Nasino, le due pale raffiguranti la Madonna col Bambino assieme a San Leonardo e a un Santo vescovo e i Santi Tommaso e Giovanni Nepomuceno, dipinte da Antonio Zanucchi nel 1740, l'altare maggiore del 1737, la pala con soggetto la Madonna assieme ai Santi Antonio Abate e Giulia, realizzata da Giuliano Volpi, e l'organo, costruito dalla ditta Bossi nel XIX secolo e restaurato nel 1980.